# Тајланд на Светском првенству у атлетици на отвореном 2011.
Тајланд је учествовао на 13. Светском првенству у атлетици на отвореном 2011. одржаном у Тегу од 27. августа до 4. септембра тринаести пут, односно учествовао је на свим првенствима до данас. Репрезентацију Тајланда представљала су 6 такмичара (4 мушкарцa и 2 женe), који су се такмичили у 3 дисциплине (1 мушка и 2 женске).,
На овом првенству такмичари Тајлана нису освојили ниједну медаљу, нити је оборен неки рекорд.

## Учесници
| Мушкарци: - Верават Фаруанг — 4 × 100 м - Супачаи Чимди — 4 × 100 м - Сомпоте Суванарангсри — 4 × 100 м - Џирапонг Менапра — 4 × 100 м | Жене: - Ванида Бунван — Скок увис - Васана Винато — Седмобој |  |

## Резултати

### Мушкарци
| Атлетичар                                                               | Дисциплина | Лични рекорд | Квалификације | Квалификације | Полуфинале | Полуфинале | Финале                | Финале       | Детаљи |
| Атлетичар                                                               | Дисциплина | Лични рекорд | Резултат      | Место         | Резултат   | Место      | Резултат              | Место        | Детаљи |
| ----------------------------------------------------------------------- | ---------- | ------------ | ------------- | ------------- | ---------- | ---------- | --------------------- | ------------ | ------ |
| Верават Фаруанг, Супачаи Чимди, Сомпоте Суванарангсри, Џирапонг Менапра | 4 х 100 м  | 38,80 НР     | 39,54 НРС     | 6. у гр. 3    |            |            | Нису се квалификовали | 18 / 18 (23) |        |

### Жене
| Атлетичарка   | Дисциплина | Лични рекорд | Квалификације | Квалификације | Полуфинале | Полуфинале | Финале                | Финале       | Детаљи |
| Атлетичарка   | Дисциплина | Лични рекорд | Резултат      | Место         | Резултат   | Место      | Резултат              | Место        | Детаљи |
| ------------- | ---------- | ------------ | ------------- | ------------- | ---------- | ---------- | --------------------- | ------------ | ------ |
| Ванида Бунван | Скок увис  | 1,92         | 1,85          | 11. у гр. Б   |            |            | Нису се квалификовала | 21 / 27 (29) |        |

#### Седмобој
| Дисциплина    | Васана Винато | Васана Винато | Васана Винато | Васана Винато | Васана Винато | Васана Винато |
| Дисциплина    | Лич. рек.     | Резултат      | Бод.          | Плас.         | Укупно        | Плас.         |
| ------------- | ------------- | ------------- | ------------- | ------------- | ------------- | ------------- |
| 100 м препоне | 13,73         | 13,62 ЛР      | 1.033         | 16.           | 1.033         | 16.           |
| Скок увис     | 1,79          | 1,68          | 830           | 26.           | 1.863         | 25.           |
| Бацање кугле  | 11,91         | НС            |               |               |               |               |
| 200 м         | 24,74         | НС            |               |               |               |               |
| Скок удаљ     | 6,30          | НС            |               |               |               |               |
| Бацање копља  | 38,63         | НС            |               |               |               |               |
| 800 м         | 2:16,85       | НС            |               |               |               |               |
| Седмобој      | 5.889 НР      |               |               |               |               | НЗ            |